# Vicente Salgado y Garrucho
Vicente Salgado y Garrucho (* 20. April 1936 in Bacolod; † 9. April 2005) war römisch-katholischer Bischof von Romblon. 

## Leben
Vicente Salgado y Garrucho empfing am 23. Dezember 1961 die Priesterweihe. Am 30. Mai 1988 wurde er durch Papst Johannes Paul II. zum Bischof von Romblon ernannt. Der Apostolische Nuntius auf den Philippinen, Bruno Torpigliani, weihte ihn am 25. Juli desselben Jahres zum Bischof; Mitkonsekratoren waren Alberto Jover Piamonte, Erzbischof von Jaro und Antonio Yapsutco Fortich, Bischof von Bacolod. Am 30. Januar 1997 nahm der Papst seinen altersbedingten Rücktritt an.
Im Alter von 69 Jahren starb er am 9. April 2005.	